# Publio Quintilio Varo (pretor)
Publio Quintilio Varo (Publius Quintilius Varus) fue pretor en 203 a. C. con Ariminium como provincia. Unido al procónsul Marco Cornelio Cetego consiguió derrotar al general cartaginés Magón Barca, hermano de Aníbal, en territorio de los galos ínsubros.